# Польско-тевтонская война (1519—1521)
 По́льско-тевто́нская война 1519–1521 годов (пол. Wojna pruska — Прусская война; нем. Reiterkrieg — Война всадников) — военный конфликт между Королевством Польским и Тевтонским орденом, продолжавшийся с 1519 по 1521 год. Военные действия завершились подписанием четырёхлетнего перемирия, после окончания действия которого в 1525 году был подписан Краковский мир, по которому большая часть государства Тевтонского ордена была секуляризована и объявлена вассальным по отношению к Польше герцогством Пруссия. Великий магистр Альбрехт Бранденбург-Ансбахский становился первым герцогом прусским.

## Предыстория

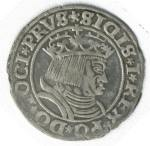
Грош с портретом Сигизмунда I

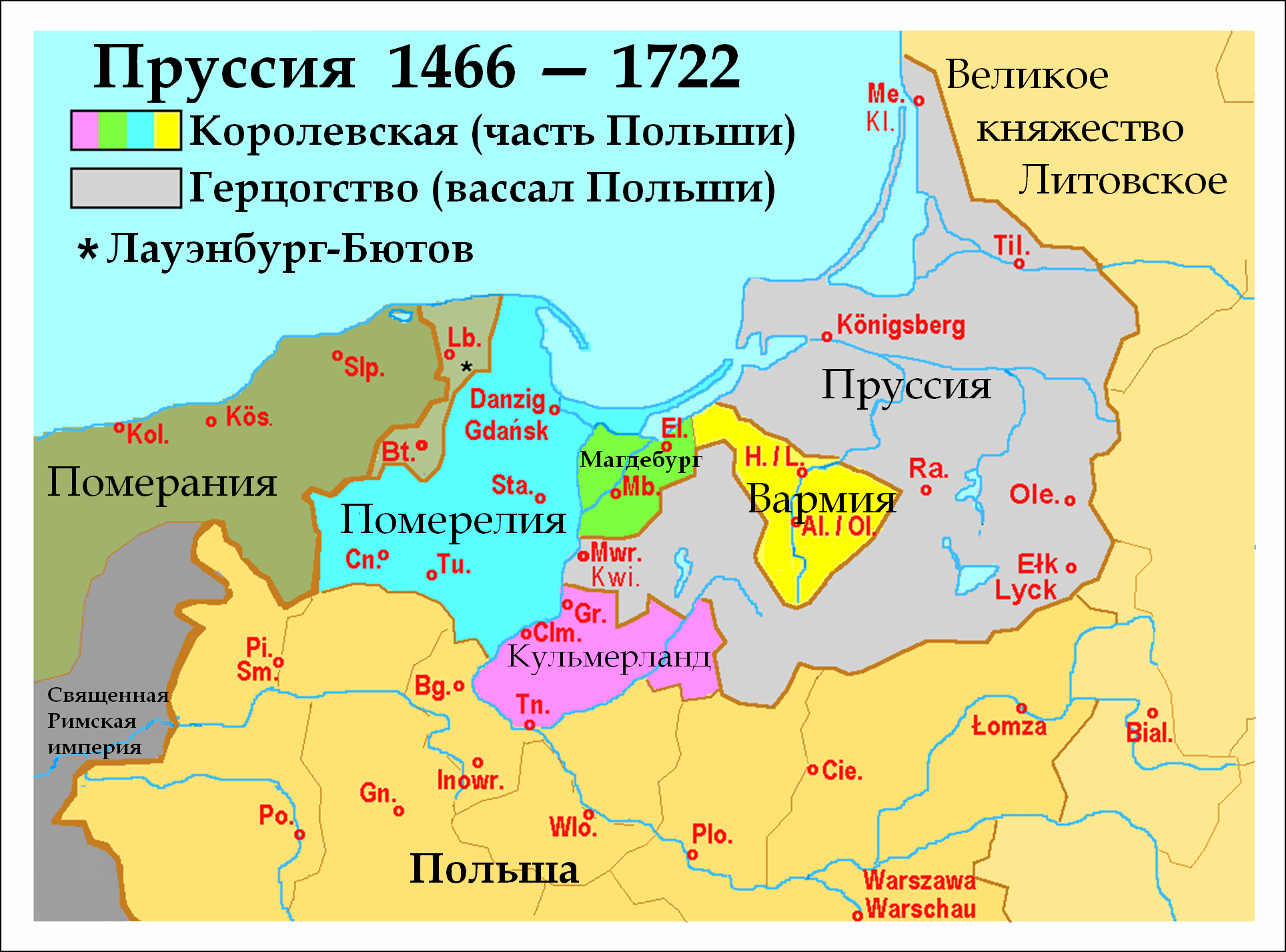
Пруссия и северная Польша после Второго Торуньского мира

В конце 90-х годов XV века в Тевтонском ордене, который со Второго Торуньского мира 1466 года являлся вассалом Королевства Польского, возникла идея избирать великих магистров только из числа имперских князей (с нем. — «райхсфюрст»), которые как подчинённые германского императора могли уклониться от проведения церемонии оммажа по отношению к своему сюзерену — королю польскому. Тевтонский орден был также подчинён Священной Римской империи и папе римскому, что давало Максимилиану I, боровшемуся с Ягеллонами за влияние в Центральной Европе, шанс использовать государство крестоносцев в своих целях. В 1501 году он официально запретил великому магистру Фридриху Саксонскому провести оммаж и платить дань королю Яну Ольбрахту, до этого Фридриху удавалось уклониться от церемонии самостоятельно.
В 1505 году папа Юлий II издал бреве с требованием крестоносцам выплатить дань Александру Ягеллончику, однако уже в 1510 году отозвал решение, назначив арбитражный суд в Познани. В 1511 году великим магистром был избран племянник короля польского и великого князя литовского Сигизмунда I Альбрехт Бранденбург-Ансбахский, что должно было способствовать разрешению польско-тевтонских противоречий. На переговорах в Торуни примас Польши Ян Лаский безуспешно пытался договориться с помезанским епископом Гиобом Добенецким об условиях проведения оммажа. Понимая неизбежность войны с Польшей, Альбрехт начинал искать союзников и инициировал переговоры с императором Максимилианом I.
В 1512 году великий князь московский Василий III вторгся в связанное личной унией с Польшей Великое княжество Литовское, что послужило поводом к началу Московско-литовской войны (1512–1522). Великий магистр, который как вассал Польши был обязан оказать ей военную поддержку, отказался предоставить помощь. Нарушение Альбрехтом условий Второго Торуньского мира давало Польше casus belli с Орденом.
В 1514 году Василий III и Максимилиан I заключают союз, направленный против Польши и Великого княжества Литовского. Однако на Венском конгрессе 1515 года Сигизмунд и Максимилиан заключили договор, по которому император в обмен на определённые уступки со стороны Польши признавал условия Второго Торуньского мира и разрывал союз с Москвой. Вопрос об оммаже Альбрехта был отложен на пять лет.
10 марта 1517 года в Москве был заключён русско-тевтонский союзный договор. Василий III обязался передать Альбрехту денежные средства для найма 10 000 пехотинцев и 2 000 всадников, после чего они должны совместно атаковать Польшу и Великое княжество. Великий князь московский брал Тевтонский орден под свою защиту, о чём не преминул сообщить королю Франции Франциску I.

## Объявление войны
Осознавая, что сила на его стороне, Альбрехт потребовал от короля польского возвращения Королевской Пруссии и Вармии, а также выплаты компенсации за «пятидесятилетнюю польскую оккупацию» этих земель в размере 30 000 гульденов в год. В ответ 20 августа 1518 года епископ плоцкий Эразм Циолек выступил на рейхстаге в Аугсбурге с антитевтонской филиппикой.
В 1519 году прусский ландтаг, а затем 11 декабря и польский вальный сейм приняли решение о начале войны с Орденом и введении новых налогов на наём солдат. Великое княжество Литовское отказалось, ведя войну с Москвой, предоставить Польше военную помощь.

## Война

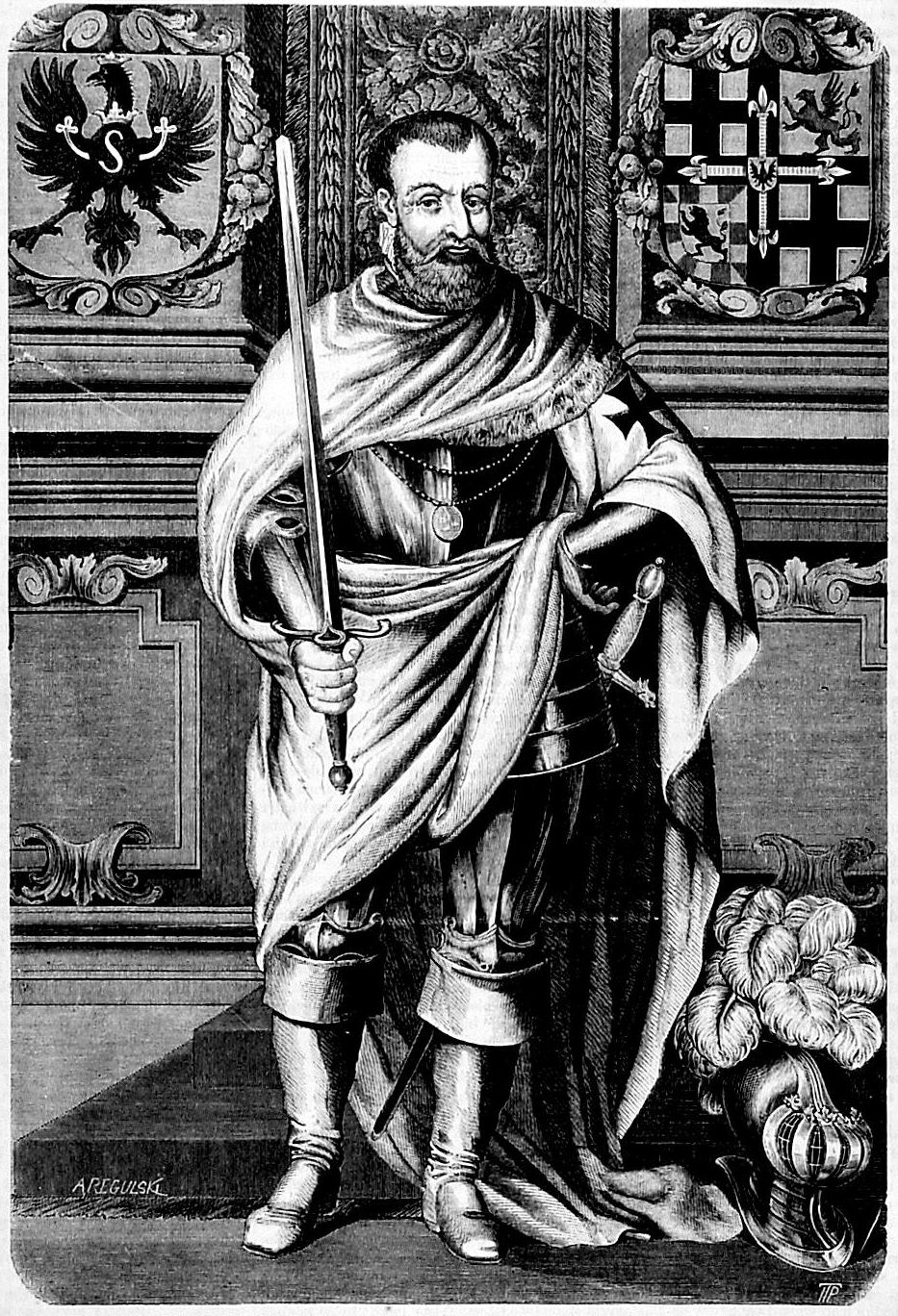
А. Регульский. Портрет Альбрехта на основе изображение из хроники К. Харткноча, 1684

Польские войска численностью около 4000 солдат под командованием великого гетмана коронного Николая Фирлея были сконцентрированы в лагере около Кола. С целью укрепления обороноспособности были посланы дополнительные войска в Гданьск и Торунь. Чешскими наёмниками руководил Ян Жеротинский. Поляки выступили через Помезанию на Кёнигсберг, осадили Мариенвердер и Пройссиш Холланд, однако без осадной артиллерии, которая должна была подойти позже, взять замки было невозможно; польский каперский флот начал блокаду орденских портов: Кёнигсберга и Пиллау. Тем временем (1 января) крестоносцами был взят варминский Браунсберг.

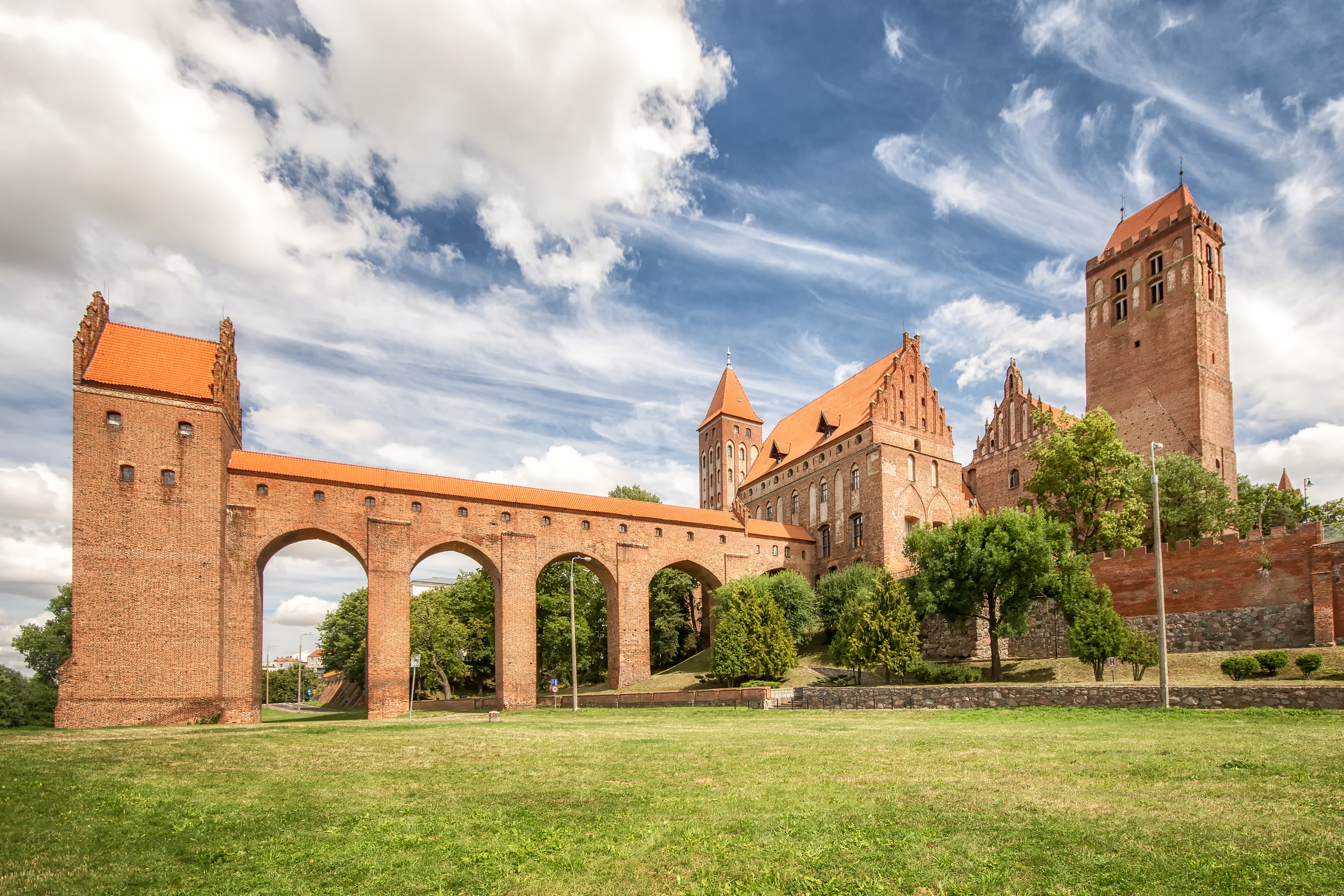
Замок Мариенвердер, 2022

18 марта, после подвода артиллерии из Кракова, был взят Мариенвердер, 29 апреля — Пройссиш Холланд, однако войскам под командованием Януша Сверчовского не удалось возвратить Браунсберг. В то же время с юга Государство Тевтонского ордена подверглось нападению мазовецких войск, гданьские полки предприняли атаку на Бальгу и Мемель.
За Орден заступились легаты папы Льва X, обвинившие Польшу в «пролитии христианской крови» и «борьбе с христианским воинством» в условиях угрозы вторжения татар. Всё это было на руку Альбрехту, ожидавшему прибытия ландскнехтов из Империи.
В июле 1520 года крестоносцы перешли в наступление. Боевые действия велись в Вармии, Мазовии, была разорена Ломжиньская земля. В августе орденские войска предприняли осаду Лидзбарка, однако взять город не смогли. В августе из Германии пришло подкрепление в количестве 19 000 всадников и 8 000 пехоты под командованием Вольфа фон Шёнберга, нанесшее удар по Великой Польше. 12 октября они начали артиллерийский обстрел Мендзыжеча, который вскоре сдался.
Сигизмунд Старый созвал «посполи́тое ру́шение» (пол. pospolite ruszenie) в Вонгровце и усилил гарнизон Познани. Чтобы предотвратить возможную блокаду польских войск, находящихся в Восточной Пруссии, 2 ноября король выступил к Быдгощу. Теперь основной удар крестоносцев был направлен на Гданьск, к которому также подтягивались войска с востока. Чтоб не допустить соединения двух орденских армий, староста Мальборка Станислав Косьцелецкий занял все переправы через Вислу. Крестоносцы взяли Валч, Хойнице, Староград, Тчев и 8 ноября начали артиллерийский обстрел Гданьска с Бискупской Горки. 9 ноября к городу подошли польское подкрепление под командованием воеводы калишского Яна Зарембы. У Альбрехта не хватало денег, чтобы заплатить наёмникам, которые отказались воевать, пока им не заплатят жалование, и отошли к Оливе.

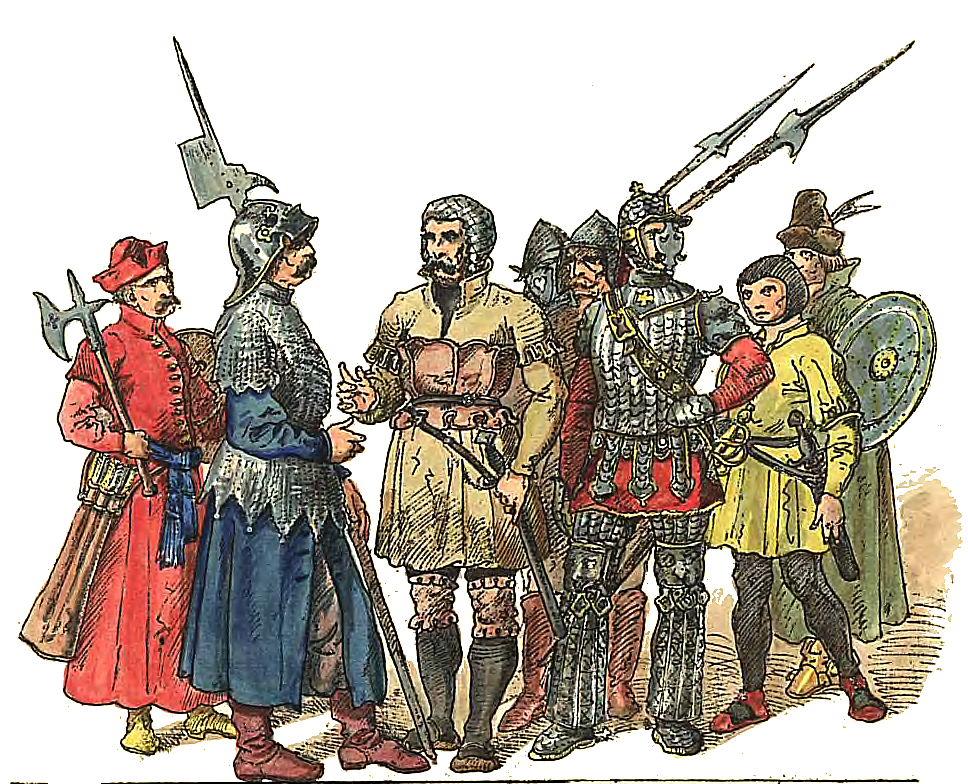
Ян Матейко. Польские воины 1507–1548

28 ноября 12-тысячное конное посполитое рушение под командованием Фирлея отбило Хойнице, в это же время чехи и гданьчане взяли Тчев и Староград. Заремба из Гданьска атаковал немецких наёмников. Ландскнехты отступили в направлении Пуцка, подвергаясь постоянным нападением со стороны кашубов.
Тем временем в Польше начались проблемы. Король был вынужден распустить потрепанное посполитое рушенье, а на наём нового войска не было денег. Используя открывшиеся возможности, крестоносцы в начале 1521 года взяли Нове-Място-Любавске и выдвинулись в район Плоцка. 15 января войска Тевтонского ордена подошли к Ольштыну, а 26 января начался штурм Ольштынского замка, оказавшийся неудачным. Обороной крепости руководил Николай Коперник, который загодя подготовился к боевым действиям и по личной инициативе выписал 20 малых орудий из Эльблонга.

## Перемирие, мир и итоги
Новый император Священной Римской империи Карл V призвал стороны к немедленному прекращению боевых действий. Польский посол в Империи Иероним Лаский попытался навязать Карлу свою позицию, однако в условиях вторжения османов в Венгрию 5 апреля 1521 года в Торуни между Королевством Польским и Тевтонским орденом было подписано соглашение о прекращении огня на четыре года. Стороны также соглашались передать конфликт на третейский суд Карла V и венгерского короля Людовика Ягеллона.
Императорское посредничество не дало результатов, а в 1525 году срок прекращения огня истёк, в то время как Альбрехт больше не мог рассчитывать на поддержку со стороны Империи. Решающей стала встреча Альбрехта с Мартином Лютером в Ваттенберге, на которой Лютер посоветовал великому магистру жениться, секуляризовать Орден и стать его светским правителем. Альбрехт принял эту идею, как и идею протестантизма.

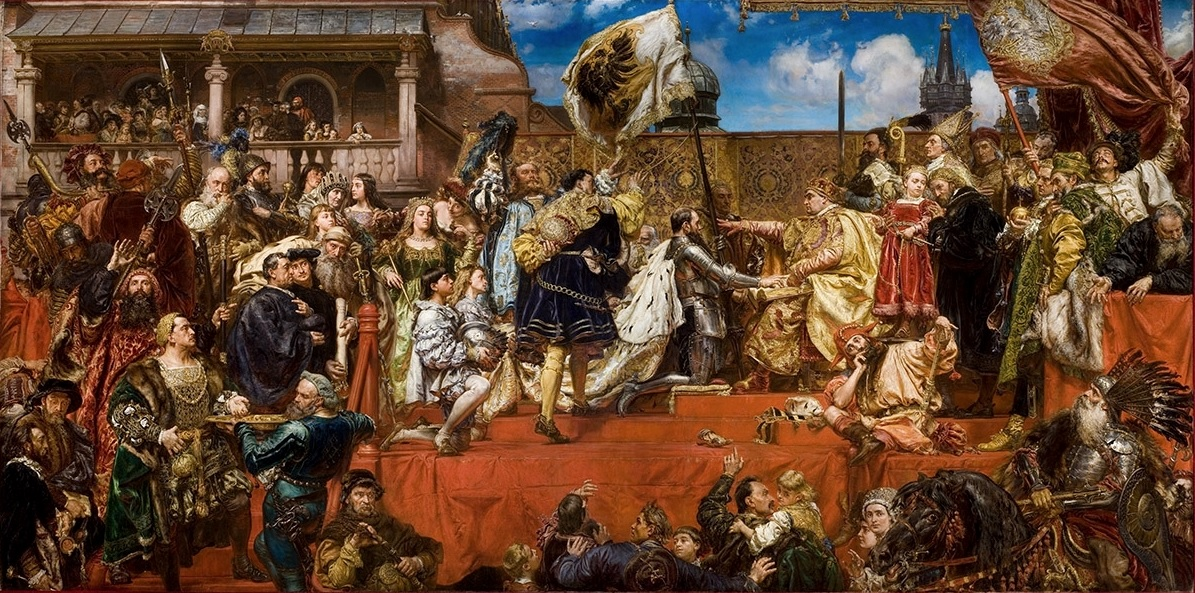
Ян Матейко. Прусский оммаж, 1882

8 апреля 1525 года стороны подписали мирный договор в Кракове. Большинство владений Тевтонского ордена в Пруссии объявлялись светским герцогством Пруссия, вассальным по отношению к Польше. Великий магистр Альбрехт становился наследственным правителем герцогства. 10 апреля на Старом рынке в Кракове была проведена церемония оммажа герцога Альбрехта I королю Сигизмунду I Старому. Тевтонский орден, избравший нового магистра, продолжил своё существование, однако какой-нибудь существенной роли уже не играл.